# Haillicourt
Ne doit pas être confondu avec Hélicourt ou Heillecourt.
Haillicourt est une commune française située dans le département du Pas-de-Calais en région Hauts-de-France. Ses habitants sont appelés les Haillicourtois.
Haillicourt, située dans le bassin minier du Nord-Pas-de-Calais, a été choisie par la Compagnie des mines de Bruay pour l'installation des fosses nos 2 bis, 6 - 6 bis - 6 ter, dont les vestiges sont d'immenses terrils.
Depuis 2012, le site no 87 d'Haillicourt, composé de la cité de corons des Fleurs, est inscrit sur la liste du patrimoine mondial l’UNESCO.

## Géographie

### Localisation
Localisée dans l'est du département du Pas-de-Calais, dans les collines de l'Artois, Haillicourt est une commune urbaine du bassin minier du Nord-Pas-de-Calais située, à vol d'oiseau, à 6 km à l'ouest de Nœux-les-Mines (aire d'attraction) et à 7 km au sud-ouest de Béthune (chef-lieu d'arrondissement).
Le territoire de la commune est limitrophe de ceux de cinq communes.
Les communes limitrophes sont  Bruay-la-Buissière, Hesdigneul-lès-Béthune, Houchin, Houdain et Ruitz.

### Géologie et relief
La superficie de la commune est de 4,46 km2 ; son altitude varie de 39  à   93 mètres.

### Hydrographie
Le territoire de la commune est situé dans le bassin Artois-Picardie.
Il est traversé par trois cours d'eau :
- le Fossé d'Avesnes, d'une longueur de 9,41 km, qui prend sa source dans la commune et se jette dans la Blanche au niveau de la commune de Béthune[4] ;

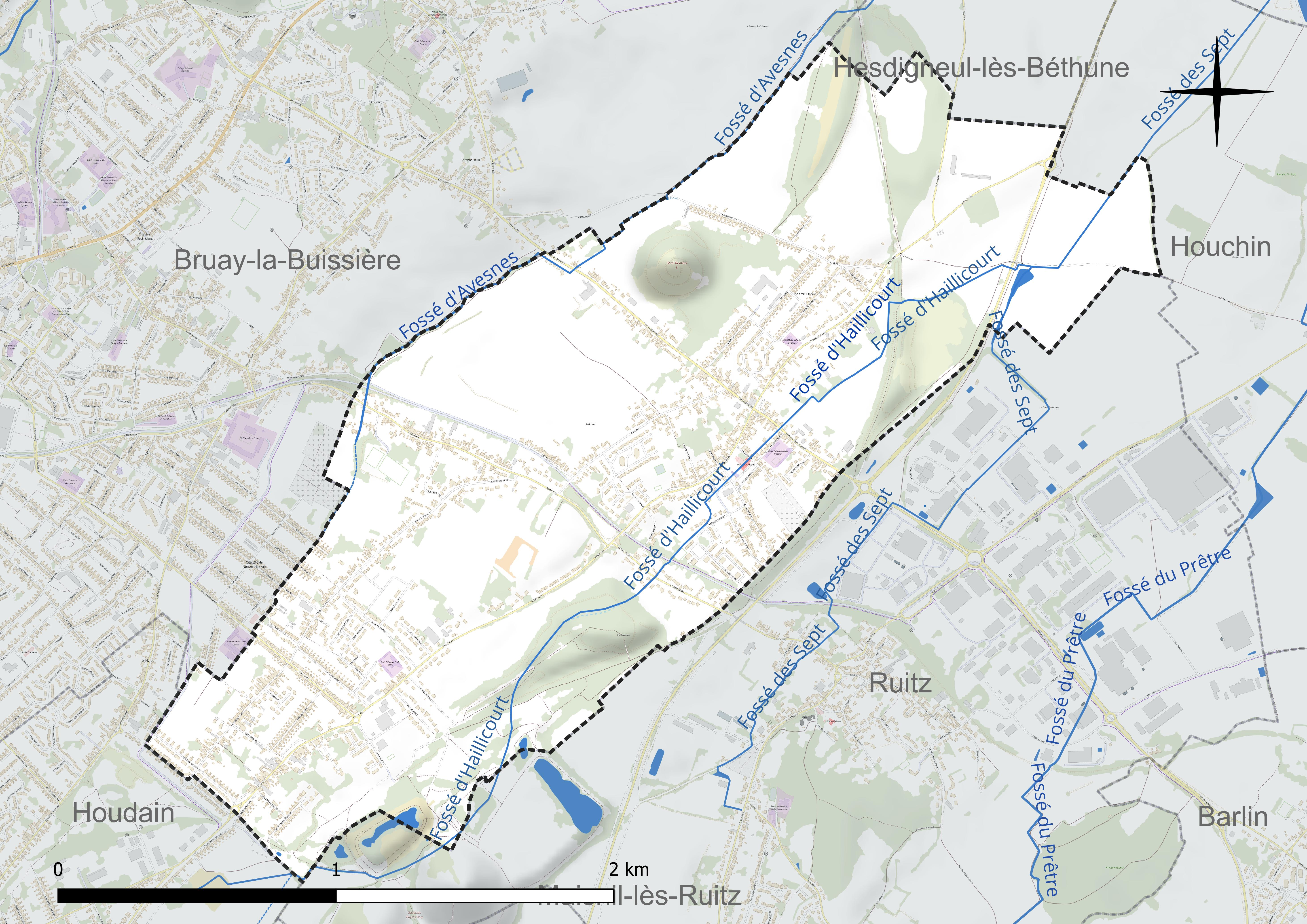
Réseau hydrographique d'Haillicourt.

- le Fossé des Sept, d'une longueur de 5,37 km, qui prend sa source dans la commune de Maisnil-lès-Ruitz et se jette dans le Fossé de Barlin au niveau de la commune de Vaudricourt[5] ;
- le Fossé d'Haillicourt, d'une longueur de 4,31 km, qui prend sa source dans la commune de Houdain et se jette dans le Fossé des Sept au niveau de la commune[6].

### Climat
Pour des articles plus généraux, voir Climat des Hauts-de-France et Climat du Pas-de-Calais.
En 2010, le climat de la commune est de type climat océanique altéré, selon une étude du CNRS s'appuyant sur une série de données couvrant la période 1971-2000. En 2020, Météo-France publie une typologie des climats de la France métropolitaine dans laquelle la commune est exposée à un climat océanique et est dans la région climatique Côtes de la Manche orientale, caractérisée par un faible ensoleillement (1 550 h/an) ; forte humidité de l’air (plus de 20 h/jour avec humidité relative > 80 % en hiver), vents forts fréquents.
Pour la période 1971-2000, la température annuelle moyenne est de 10,2 °C, avec une amplitude thermique annuelle de 14,2 °C. Le cumul annuel moyen de précipitations est de 777 mm, avec 12,8 jours de précipitations en janvier et 9 jours en juillet. Pour la période 1991-2020, la température moyenne annuelle observée sur la station météorologique la plus proche, située sur la commune de Lillers à 12 km à vol d'oiseau, est de 11,1 °C et le cumul annuel moyen de précipitations est de 731,5 mm,. Pour l'avenir, les paramètres climatiques de la commune estimés pour 2050 selon différents scénarios d'émission de gaz à effet de serre sont consultables sur un site dédié publié par Météo-France en novembre 2022.

### Milieux naturels et biodiversité

#### Zone naturelle d'intérêt écologique, faunistique et floristique
L’inventaire des zones naturelles d'intérêt écologique, faunistique et floristique (ZNIEFF) a pour objectif de réaliser une couverture des zones les plus intéressantes sur le plan écologique, essentiellement dans la perspective d’améliorer la connaissance du patrimoine naturel national et de fournir aux différents décideurs un outil d’aide à la prise en compte de l’environnement dans l’aménagement du territoire.
Le territoire communal comprend une ZNIEFF de type 1 : le terril de Haillicourt et de Ruitz, d’une superficie de 157 ha et d'une altitude variant de 49  à   180 mètres. Ce site, qui est composé de deux terrils coniques jumeaux (terrils 2 et 3) de 180 m d’altitude, accueille une biodiversité importante en raison de nombreux habitats présents et a la particularité d'avoir des zones humides suspendues situées sur des terrasses.

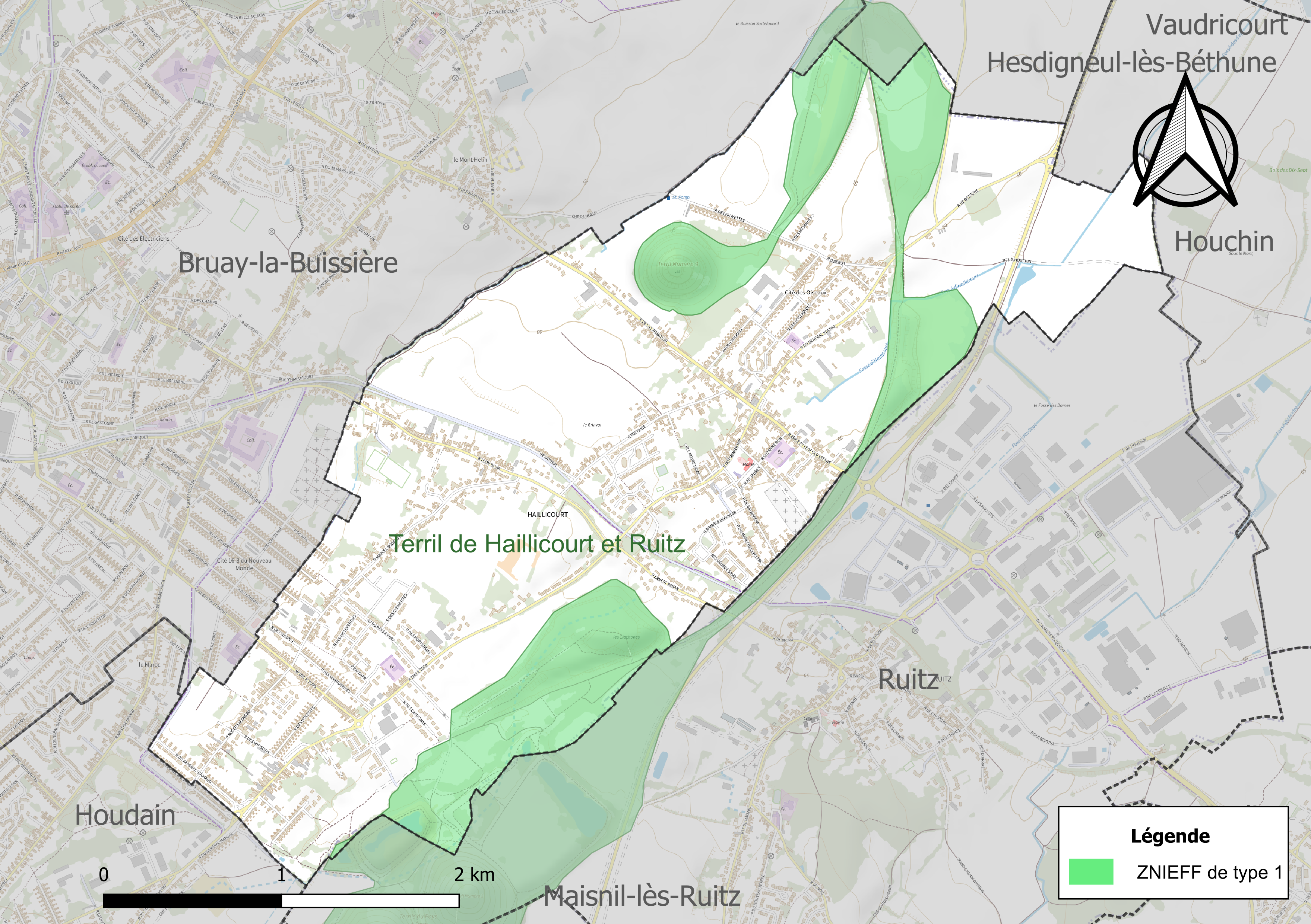
Carte de la ZNIEFF sur la commune.

#### Espèces faunistiques et floristiques
Le site de l’Inventaire national du patrimoine naturel (INPN) recense plusieurs espèces faunistiques et floristiques sur le territoire de la commune dont certaines sont protégées et d’autres menacées et quasi-menacées.

## Urbanisme

### Typologie
Au 1er janvier 2024, Haillicourt est catégorisée ceinture urbaine, selon la nouvelle grille communale de densité à sept niveaux définie par l'Insee en 2022.
Elle appartient à l'unité urbaine de Béthune, une agglomération inter-départementale regroupant 94  communes, dont elle est une commune de la banlieue,,. Par ailleurs la commune fait partie de l'aire d'attraction de Nœux-les-Mines, dont elle est une commune du pôle principal,. Cette aire, qui regroupe 8 communes, est catégorisée dans les aires de moins de 50 000 habitants,.

### Occupation des sols
L'occupation des sols de la commune, telle qu'elle ressort de la base de données européenne d’occupation biophysique des sols Corine Land Cover (CLC), est marquée par l'importance des territoires artificialisés (60,3 % en 2018), une proportion sensiblement équivalente à celle de 1990 (59,6 %). La répartition détaillée en 2018 est la suivante : 
terres arables (39,7 %), zones urbanisées (38,5 %), mines, décharges et chantiers (16 %), zones industrielles ou commerciales et réseaux de communication (5,9 %). L'évolution de l’occupation des sols de la commune et de ses infrastructures peut être observée sur les différentes représentations cartographiques du territoire : la carte de Cassini (XVIIIe siècle), la carte d'état-major (1820-1866) et les cartes ou photos aériennes de l'IGN pour la période actuelle (1950 à aujourd'hui).

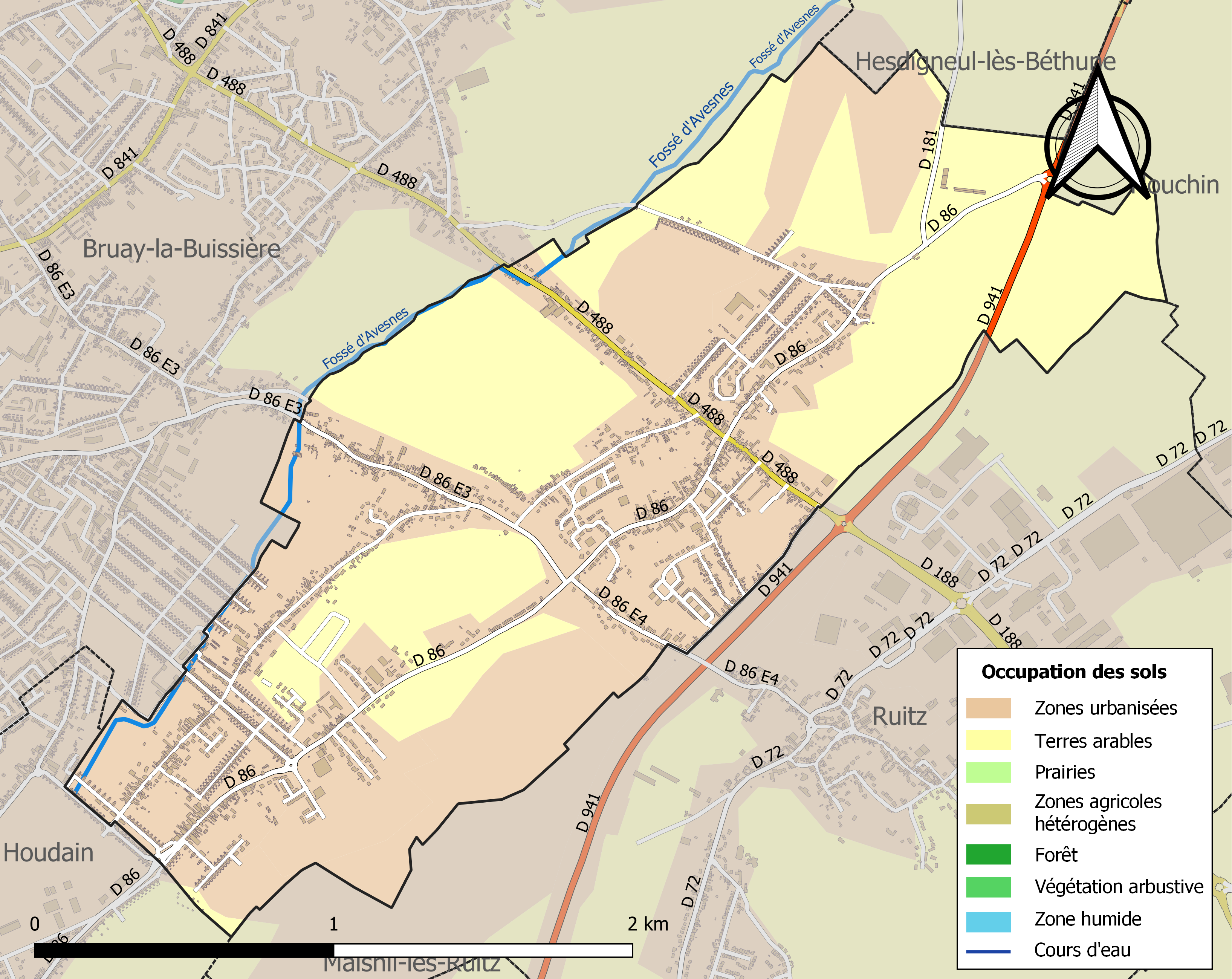
Carte des infrastructures et de l'occupation des sols de la commune en 2018 (CLC).

### Habitat et logement

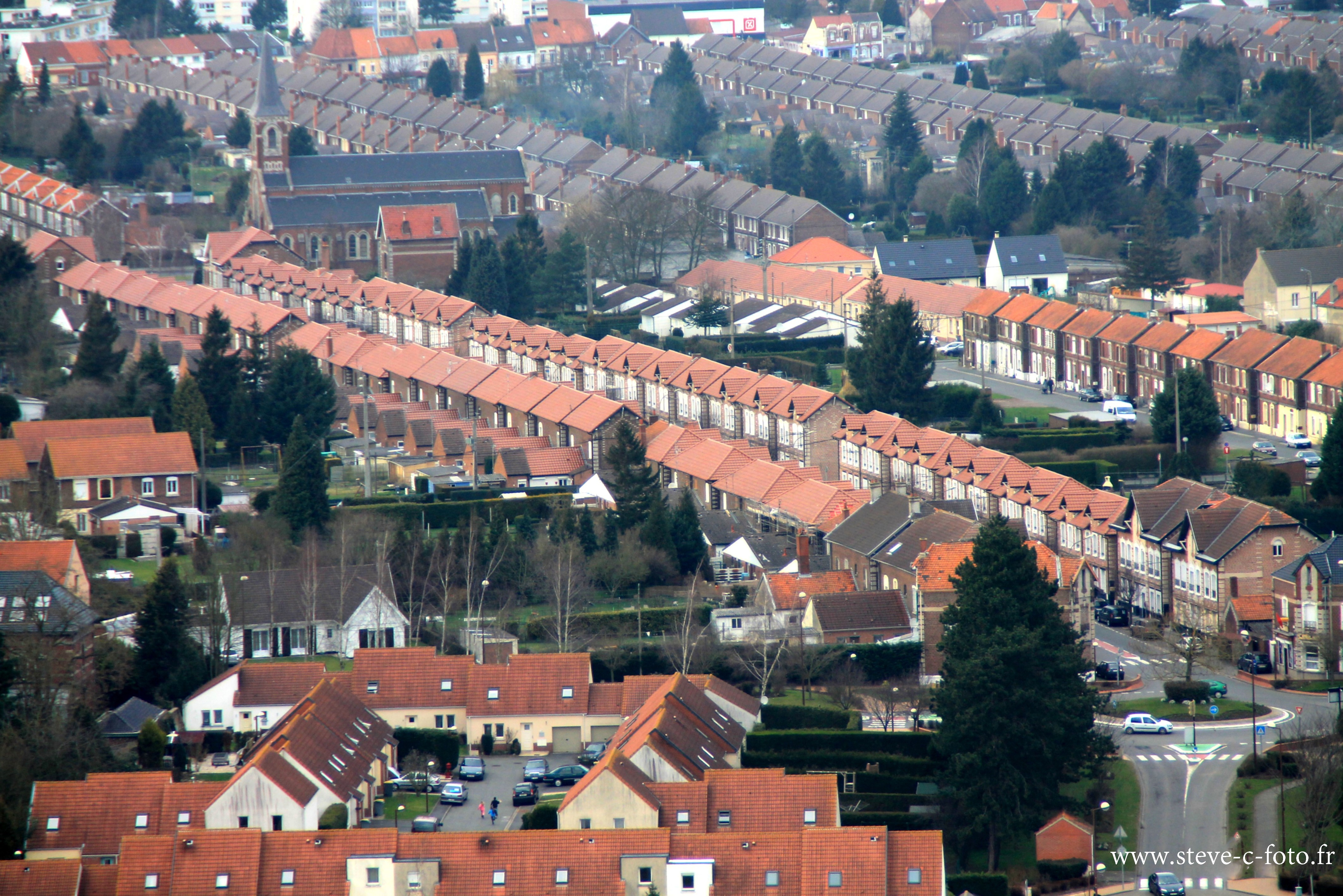
Les corons.

En 2019, le nombre total de logements dans la commune était de 2 170, alors qu'il était de 2 136 en 2014 et de 2 067 en 2009.
Parmi ces logements, 93,6 % étaient des résidences principales, 0,1 % des résidences secondaires et 6,3 % des logements vacants. Ces logements étaient pour 93,2 % d'entre eux des maisons individuelles et pour 5,5 % des appartements.
Le tableau ci-dessous présente la typologie des logements à Haillicourt en 2019 en comparaison avec celle du Pas-de-Calais et de la France entière. Une caractéristique marquante du parc de logements est ainsi une proportion de résidences secondaires et logements occasionnels (0,1 %) inférieure à celle du département (6,4 %) et à celle de la France entière (9,7 %). Concernant le statut d'occupation de ces logements, 48,2 % des habitants de la commune sont propriétaires de leur logement (48,1 % en 2014), contre 57,8 % pour le Pas-de-Calais et 57,5 pour la France entière.
| Typologie                                               | Haillicourt | Pas-de-Calais | France entière |
| ------------------------------------------------------- | ----------- | ------------- | -------------- |
| Résidences principales (en %)                           | 93,6        | 85,9          | 82,1           |
| Résidences secondaires et logements occasionnels (en %) | 0,1         | 6,4           | 9,7            |
| Logements vacants (en %)                                | 6,3         | 7,7           | 8,2            |

### Voies de communication et transports

#### Voies de communication
La commune est desservie par les routes départementales D 488 et D 941.

#### Transports
La commune se trouve à 9 km, au sud-ouest, de la gare de Béthune, située sur les lignes d'Arras à Dunkerque-Locale et de Fives à Abbeville, desservie par des TGV inOui et des trains régionaux du réseau TER Hauts-de-France.

## Toponymie
Le nom de la localité est attesté sous les formes Dahellicurt en 1097 ; Davellicurt vers 1154 ; Davillicurtis de 1154 à 1159 ; Hallicourt en 1166 ; Heillicourt en 1274 ; Hallicort, Dehaillecort au XIIIe siècle ; Haillecort en 1329 ; Dehaillecourt en 1331 ; Haillecourt en 1356 ; Dehallicourt en 1367 ; Haillicort en 1407 ; Dehaillicourt en 1408 ; Haillicour en 1503 ; Daillicourt en 1517 ; Dailheourt [lire : Daillicourt] en 1720 ; Hallicourt en 1729; Haillicourt en 1793 et depuis 1801.

## Histoire

### Antiquité
Des vestiges, découverts lors d'extractions minières, attestent de son passé gallo-romain[réf. nécessaire].

### Moyen Âge
Haillicourt est le siège d'une seigneurie avant la Révolution française[réf. nécessaire].

### Époque contemporaine
Jean Baptiste Joseph Wastelier est le dernier seigneur de Haillicourt. Il naît à Béthune le 29 avril 1766, fils de Jean Baptiste Florent, seigneur de Busnes et de Marie Joseph Angélique Alby, et épouse à Douai le 9 septembre 1797 Agnès Françoise Wacrenier, née à Douai en février 1773 (baptisée le 18 février 1773), fille d'André Charles François, seigneur de Rilly, conseiller au Parlement de Flandres, et de Thérèse Françoise Joseph Remy. 
Jean Baptiste Joseph Wastelier utilise l'un des acquis liés à la Révolution : le  22 fructidor an IV (8 septembre 1796) (7 septembre 1796), il divorce d'Adélaïde Joseph Delebecq.
La commune est située de 1875 à 1990 sur la ligne de Bully - Grenay à Brias, une ancienne ligne de chemin de fer.
Au début du XXe siècle, la Compagnie des mines de Bruay ouvre  dans la commune d'Haillicourt ses fosses nos 2 bis et 6 - 6 bis - 6 ter, et y établit de vastes cités. Quelques terrils ont été édifiés sur le territoire communal. Actuellement, le terril d’Haillicourt a été renommé « Le Charbonnay », car il a été réaménagé en terril viticole, le premier de France, initié en 2011 par Olivier Pucek, ancien Bruaysien. La convention a été signée pour 18 ans avec les vignerons qui exigent une culture biologique afin de faire un vin blanc bio à partir de ce terril. Il a fallu 2 ans pour que la vigne permette ses premières vendanges dont 250 kg de charbonnay récoltés à la main. Le terril comporte 2 000 pieds de vignes. Les instigateurs du projet Charbonnay veulent faire de leur bébé « Le plus grand vin du Nord-Pas-De-Calais ». Le 19 février 2016 a lieu une dégustation ludique de la cuvée 2014 chez Marc Meurin.

L’exploitation minière
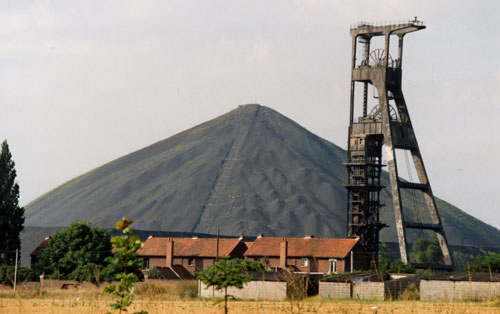
Le chevalet de la fosse 6 de Bruay.
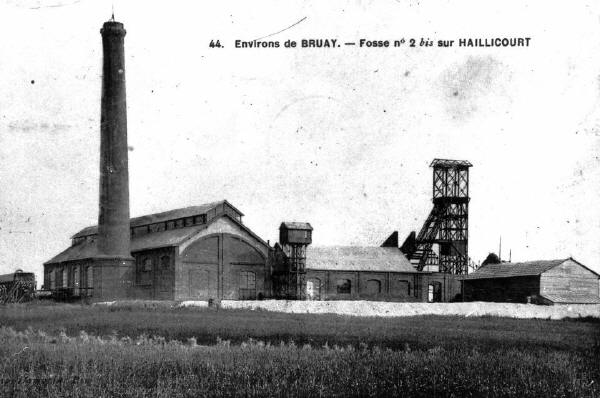
Fosse 2 bis.
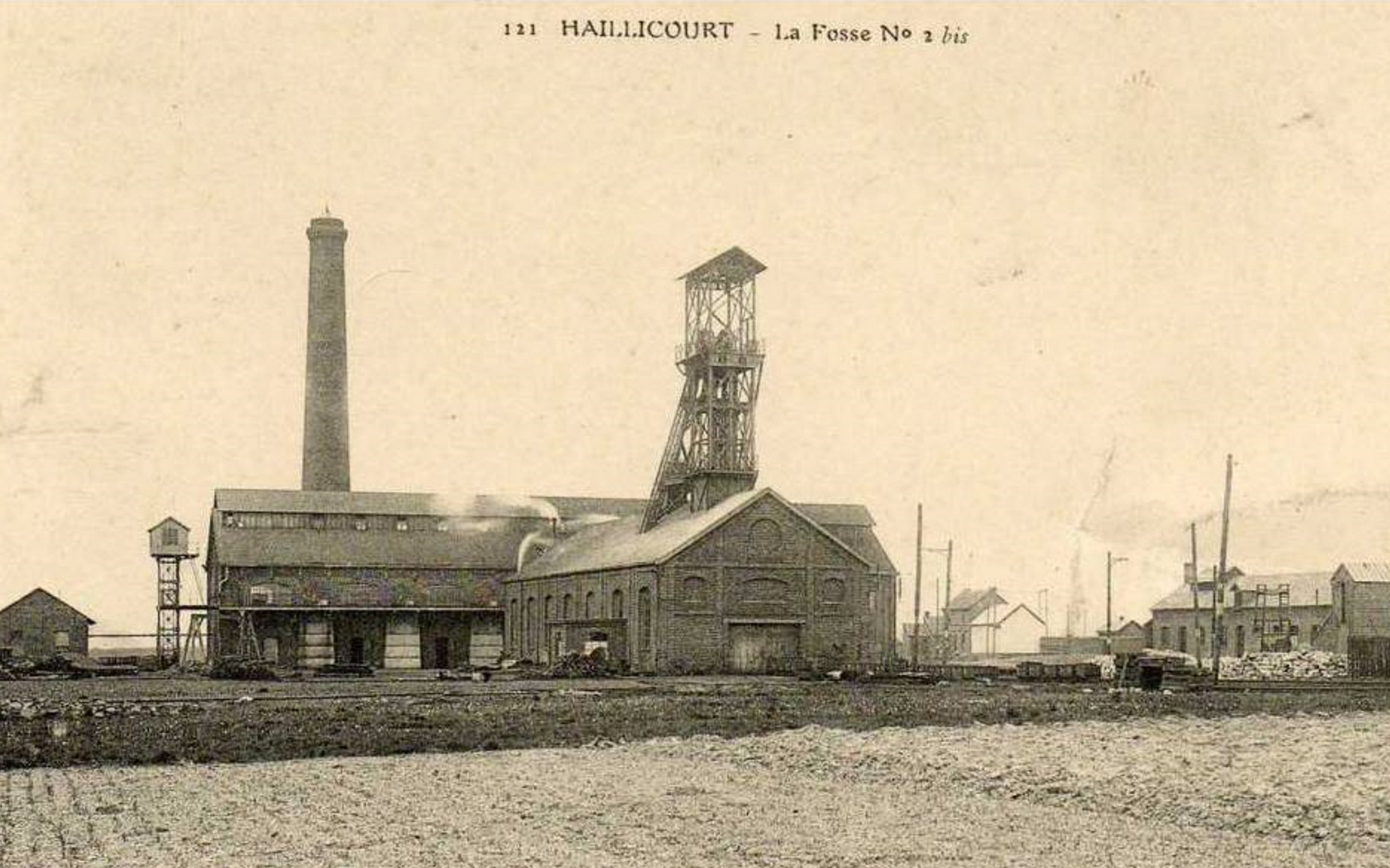
Fosse 2 bis.
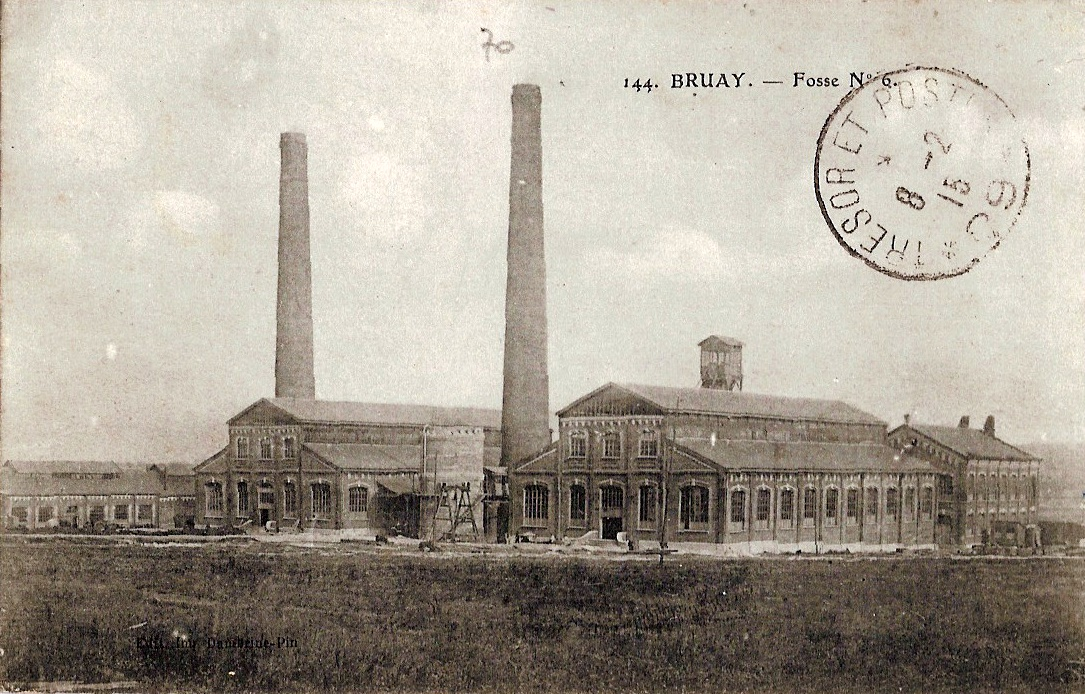
Fosse 6 vers 1915.
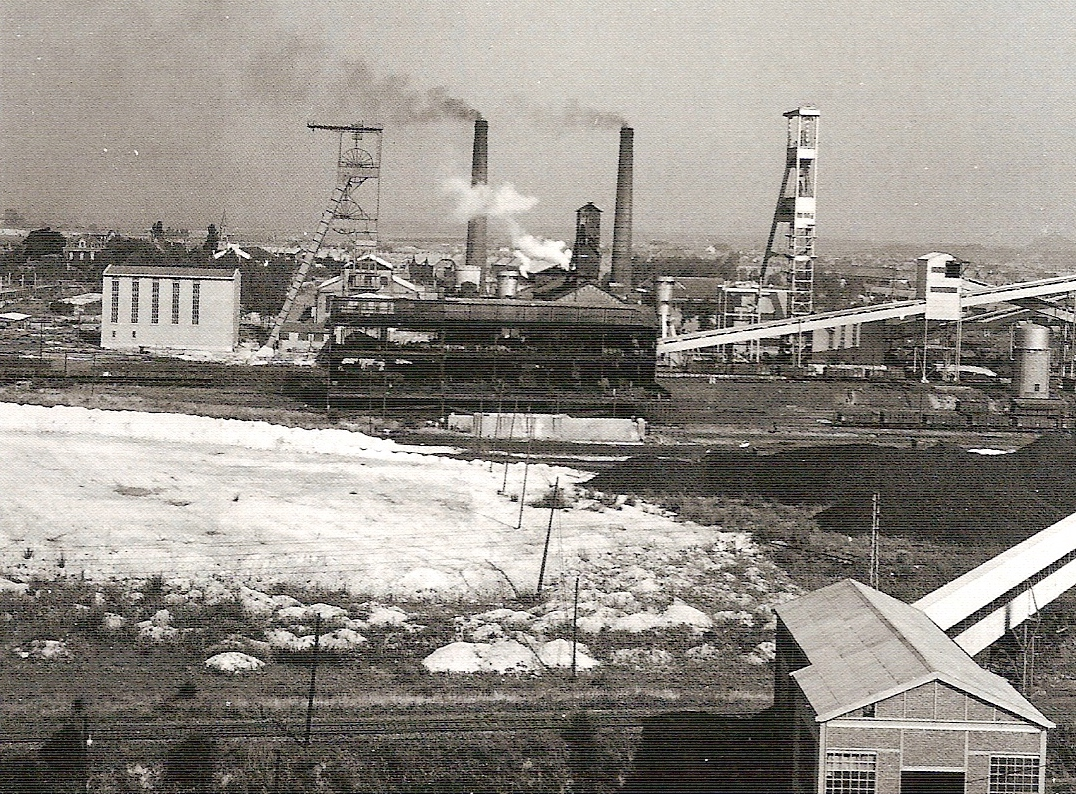
Fosse 6 vers 1955.

Lors de la Première guerre mondiale, des troupes mises au repos après des combats acharnés sur la ligne de front lors de la bataille de l'Artois en mai-juin 1915, ont séjourné sur Haillicourt.

## Politique et administration

### Rattachements administratifs et électoraux

#### Rattachements administratifs
La commune se trouve dans l'arrondissement de Béthune du département du Pas-de-Calais.
Elle faisait partie de 1793 à 1962  du canton de Houdain, année où elle intègre le canton de Bruay-en-Artois. En 1984, elle est rattachée au canton de Barlin. Dans le cadre du redécoupage cantonal de 2014 en France, cette circonscription administrative territoriale a disparu, et le canton n'est plus qu'une circonscription électorale.

#### Rattachements électoraux
Pour les élections départementales, la commune fait partie depuis 2014 du canton de Nœux-les-Mines
Pour l'élection des députés, la commune fait partie de la dixième circonscription du Pas-de-Calais.

### Intercommunalité
Haillicourt était membre de la communauté d'agglomération de l'Artois, un établissement public de coopération intercommunale (EPCI) à fiscalité propre et auquel la commune avait transféré un certain nombre de ses compétences, dans les conditions déterminées par le code général des collectivités territoriales.
Dans le cadre des dispositions de la loi portant nouvelle organisation territoriale de la République du 7 août 2015, qui prévoit que les établissements publics de coopération intercommunale (EPCI) à fiscalité propre doivent avoir un minimum de 15 000 habitants, cette intercommunalité a fusionné avec sa voisine pour former, le 1er janvier 2017, la communauté d'agglomération de Béthune-Bruay, Artois-Lys Romane dont est désormais membre la commune.

### Liste des maires
| Période                                  | Période                         | Identité                  | Étiquette | Qualité                                            |
| ---------------------------------------- | ------------------------------- | ------------------------- | --------- | -------------------------------------------------- |
| Les données manquantes sont à compléter. |                                 |                           |           |                                                    |
| 1853                                     | 1855                            | Jean Baptiste Dorlencourt |           |                                                    |
| 1856                                     | 1870                            | Philippe Marche           |           |                                                    |
| 1871                                     | 1884                            | Adolphe Dumont            |           |                                                    |
| 1884                                     | 1891                            | Jules Vaast Bacqueville   |           |                                                    |
| 1891                                     | 1892                            | Eugéne Trunet             |           |                                                    |
| 1892                                     | 1902                            | Louis Buchart             |           |                                                    |
| 1902                                     | 1917                            | Ursmar Dourlens           |           | Mort en fonction                                   |
| 1919                                     | 1925                            | Louis Warembourg          |           |                                                    |
| 1925                                     | 1944                            | Augustin Boutté           |           | Délégué mineur                                     |
| 1944                                     | mars 1971                       | Aimable Beauvois          | PCF       |                                                    |
| mars 1971                                | mars 1983                       | Charles Litrem            |           |                                                    |
| mars 1983                                | mars 2008                       | Alfred Dautriche          | PS        | Professeur                                         |
| mars 2008                                | 4 janvier 2022                  | Gérard Foucault,          | PRG       | Fonctionnaire Mort en fonction                     |
| 15 janvier 2022                          | En cours (au 13 septembre 2022) | Grégory Foucault          |           | Employé de la fonction publique, fils du précédent |

## Équipements et services publics

### Espaces publics
La commune est labellisée « 1 fleur » au concours des villes et villages fleuris.

### Enseignement
La commune est située dans l'académie de Lille et dépend, pour les vacances scolaires, de la zone B.
Elle administre l'école maternelle et l'école élémentaire Émile Basly, l'école maternelle les Cigognes et l'école élémentaire Louis Pasteur.

### Justice, sécurité, secours et défense
La commune dépend du tribunal judiciaire de Béthune, du conseil de prud'hommes de Béthune, de la cour d'appel de Douai, du tribunal de commerce d'Arras, du tribunal administratif de Lille, de la cour administrative d'appel de Douai, du pôle nationalité du tribunal judiciaire de Béthune et du tribunal pour enfants de Béthune.

## Population et société

### Démographie
Les habitants de la commune sont appelés les Haillicourtois.

#### Évolution démographique
L'évolution du nombre d'habitants est connue à travers les recensements de la population effectués dans la commune depuis 1793. Pour les communes de moins de 10 000 habitants, une enquête de recensement portant sur toute la population est réalisée tous les cinq ans, les populations de référence des années intermédiaires étant quant à elles estimées par interpolation ou extrapolation. Pour la commune, le premier recensement exhaustif entrant dans le cadre du nouveau dispositif a été réalisé en 2008.

En 2022, la commune comptait 4 974 habitants, en évolution de +0,65 % par rapport à 2016 (Pas-de-Calais : −0,72 %, France hors Mayotte : +2,11 %).
| 1793 | 1800 | 1806 | 1821 | 1831 | 1836 | 1841 | 1846 | 1851 |
| ---- | ---- | ---- | ---- | ---- | ---- | ---- | ---- | ---- |
| 350  | 371  | 368  | 379  | 412  | 421  | 411  | 420  | 429  |

| 1856 | 1861 | 1866 | 1872 | 1876 | 1881 | 1886 | 1891 | 1896 |
| ---- | ---- | ---- | ---- | ---- | ---- | ---- | ---- | ---- |
| 418  | 448  | 438  | 460  | 454  | 480  | 519  | 604  | 647  |

| 1901 | 1906 | 1911  | 1921  | 1926  | 1931  | 1936  | 1946  | 1954  |
| ---- | ---- | ----- | ----- | ----- | ----- | ----- | ----- | ----- |
| 643  | 809  | 1 134 | 4 523 | 6 062 | 5 970 | 5 576 | 5 943 | 5 959 |

| 1962  | 1968  | 1975  | 1982  | 1990  | 1999  | 2006  | 2008  | 2013  |
| ----- | ----- | ----- | ----- | ----- | ----- | ----- | ----- | ----- |
| 6 098 | 6 089 | 5 517 | 5 370 | 5 151 | 5 007 | 4 969 | 4 957 | 5 001 |

| 2018  | 2022  | - | - | - | - | - | - | - |
| ----- | ----- | - | - | - | - | - | - | - |
| 4 831 | 4 974 | - | - | - | - | - | - | - |

#### Pyramide des âges en 2018
La population de la commune est relativement jeune. Le taux de personnes d'un âge supérieur à 60 ans (19,8 %) est en effet supérieur au taux national (21,6 %) tout en étant toutefois égal au taux départemental (19,8 %).						
À l'instar des répartitions nationale et départementale, la population féminine de la commune est supérieure à la population masculine. Le taux (52 %) est du même ordre de grandeur que le taux national (51,6 %).						
La répartition de la population de la commune par tranches d'âge est, en 2018, la suivante :						
- 48 % d’hommes (0 à 14 ans = 21,5 %, 15 à 29 ans = 19 %, 30 à 44 ans = 19,9 %, 45 à 59 ans = 19,2 %, plus de 60 ans = 20,4 %) ;
- 52 % de femmes (0 à 14 ans = 19,6 %, 15 à 29 ans = 16,9 %, 30 à 44 ans = 19,5 %, 45 à 59 ans = 18,7 %, plus de 60 ans = 25,4 %).

| Hommes | Classe d’âge | Femmes |
| ------ | ------------ | ------ |
| 0,3    | 90 ans ou +  | 1,1    |
| 4,5    | 75 à 89 ans  | 7,6    |
| 15,6   | 60 à 74 ans  | 16,7   |
| 19,2   | 45 à 59 ans  | 18,7   |
| 19,9   | 30 à 44 ans  | 19,5   |
| 19     | 15 à 29 ans  | 16,9   |
| 21,5   | 0 à 14 ans   | 19,6   |

| Hommes | Classe d’âge | Femmes |
| ------ | ------------ | ------ |
| 0,5    | 90 ans ou +  | 1,5    |
| 5,4    | 75 à 89 ans  | 8,9    |
| 15,9   | 60 à 74 ans  | 17,3   |
| 20,2   | 45 à 59 ans  | 19,4   |
| 19,1   | 30 à 44 ans  | 18,2   |
| 18,6   | 15 à 29 ans  | 16,3   |
| 20,3   | 0 à 14 ans   | 18,3   |

### Manifestations culturelles et festivités
- Parmi les animations proposées à l'occasion de la fête communale (3e dimanche de septembre), une course cycliste réunit les meilleurs amateurs et quelques coureurs professionnels venus du Grand Prix d'Isbergues.
- Chaque premier week-end d'octobre se tient la foire à la brocante, dans les rues et la salle des fêtes.
- En mars et octobre se tiennent des tournois de javelot.

### Sports et loisirs
Le club de football d’Haillicourt possède 5 équipes : seniors A, seniors B, U15, U13 et U15 féminines. Les matchs se déroulent sur le stade municipal.

## Économie
En 2011, 3 000 pieds de vigne chardonnay sont plantés sur le terril de la fosse no 2 bis. En 2016, 400 bouteilles de la cuvée dite "Charbonnay" (clin d'œil régional) sont récoltées. En 2017, la récolte sera d'environ 900 bouteilles,.

## Culture locale et patrimoine

### Lieux et monuments

#### Patrimoine mondial
Depuis le 30 juin 2012, la valeur universelle et historique du bassin minier du Nord-Pas-de-Calais est reconnue et inscrite sur la liste du patrimoine mondial de l’UNESCO. Parmi les 353 sites, répartis sur 109 lieux inclus dans le périmètre du bassin minier, le site no 87 d'Haillicourt est composé de la cité de corons des Fleurs,.

#### Autres lieux et monuments
- L'église Notre-Dame. Elle héberge 9 éléments patrimoniaux, répertoriés dans la base Palissy, classés ou inscrits au titre d'objet des monuments historiques, dont trois sont classés[47] : les fonts baptismaux en pierre dans l'église Notre-Dame datant de 1539 provenant de la chartreuse de Val-Saint-Esprit à Gosnay, la chaire à prêcher, en bois sculpté, datant du XVIIIe siècle et la cloche en bronze datant de 1584. Il y a quatre registres (chambre du sonneur, chambre des cloches ouvertes sur ses quatre côtés par des baies en plein cintre sommés d'un cadran d'horloge datant de 1773). Les matériaux utilisés sont la pierre de calcaire et grès d'Artois apparent, béton pour les abat-sons. La nef et ses collatéraux sont couverts de tuiles mécaniques.
La construction de l'édifice par l'entreprise de Jean François Gourdin sur les plans de l'architecte Antoine Duchoquet dure de 1771 à 1776  (église, clocher, nef et collatéraux), sur un terrain au lieu-dit Wionval donné par Jérôme Segon, seigneur local. L'horloge à trois cadrans est installée en 1786 par le maître horloger houdinois Clément Morguet. 
Pendant la période révolutionnaire l'église fut vendue à un chaufournier et un foreur de puits artésiens. Les murs de la nef sont détruits, mais une partie du chœur subsiste. 
En 1800, l'église est rachetée par Raphaël Dambrine pour la céder en 1812 à la commune. En 1817 on reconstruit des parties détruites avec les murs de clôture de l'ancien cimetière, et en 1822/25  a lieu la reconstruction des murs extérieurs (extraction de pierres locales dans les carrières). En 1843/58, on refait les murs intérieurs, pour reloger dans le chœur le maître-autel de la Vierge en Gloire. 
En 1960 , les quatre  cadrans de l'horloge sont réalisés. 
Après l'incendie du chœur le 2 juin 1989, la  toiture de la tourelle d'escalier est restaurée[48].
- Sur la place de la mairie se trouve un kiosque de style Art déco datant de 1933.
- Le monument aux morts se trouvait en bordure de la RD 86 (rue du premier mai), devant l’église. À la suite de la  délibération du conseil municipal du 26 juin 1985, il a été déplacé sur le côté de l'église, face à la place[49].
- La stèle en hommage à René Stievenard, située rue du Général-Koenig, lieutenant Francs-tireurs et partisans (FTP) tué par les Allemands le 2 septembre 1944 dans la commune[50].
- La plaque à la mémoire de Jean Cattiaux, sise dans la classe du cours préparatoire de l'école de la fosse 6, instituteur tué par les Allemands le 1er septembre 1944[50].
- Le monument, dans l'église, à la mémoire de Jules Koninck, curé de la commune, mort pour la France le 19 avril 1918 au mont Kemmel (Belgique)[51].
- Les terrils. À Haillicourt, il y a deux terrils qui reposent sur trois communes ( Haillicourt, Ruitz et Maisnil-lez-Ruitz ). Ils s’élevèrent en 1953 pour le premier, en 1964 pour le second, suite à l’amoncellement de matières inutiles mêlées au charbon, lors de son extraction dans les puits de la fosse 6. 
Ces terrils font partie des plus imposants du bassin minier Ouest Nord-Pas de Calais, et  trois sentiers de 1,9 km, 2,6 km et 11 km, y ont été aménagées par Eden 62 (Espaces DÉpartementaux Naturels)[52].

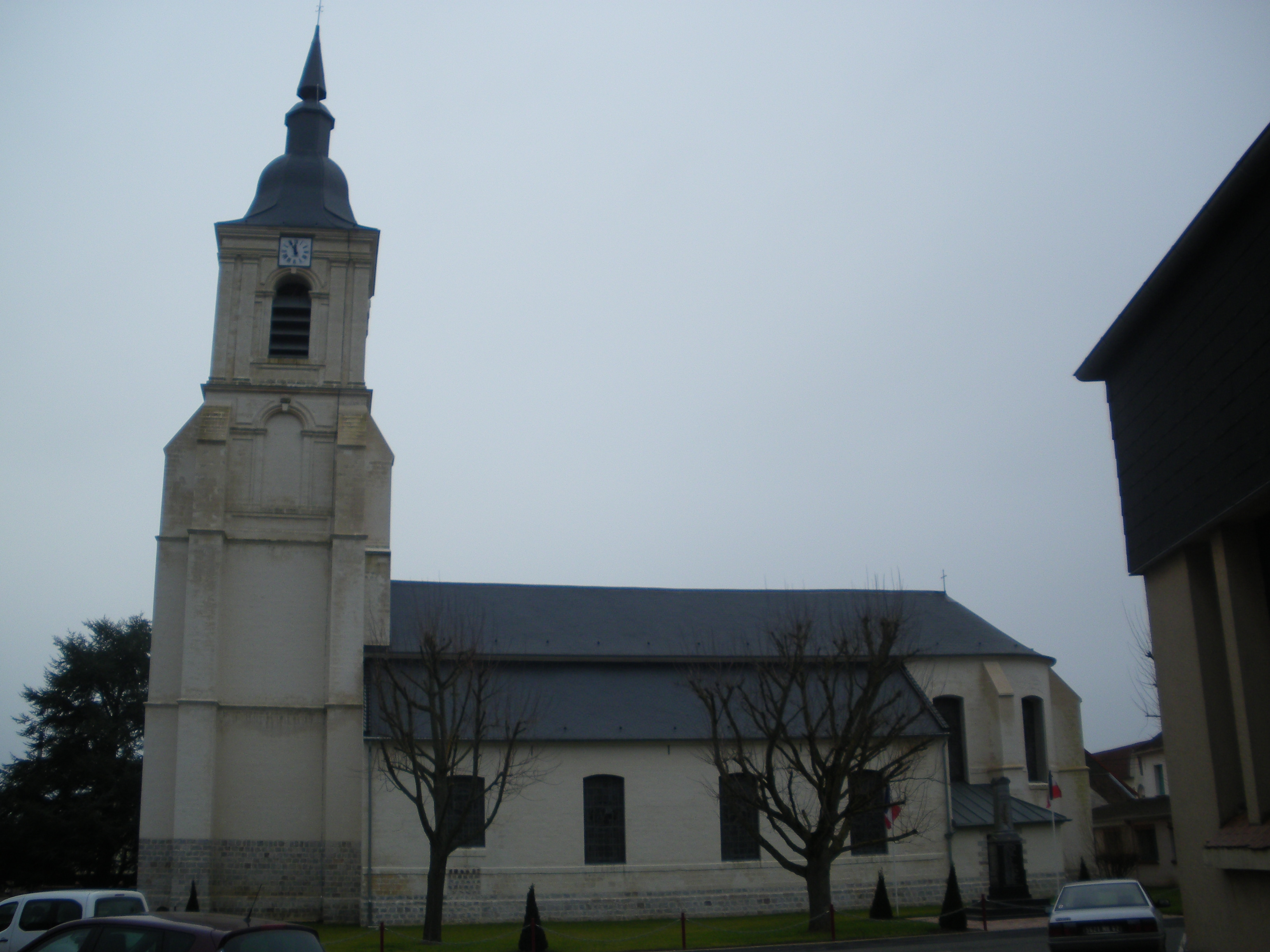
L'église.
Le kiosque.
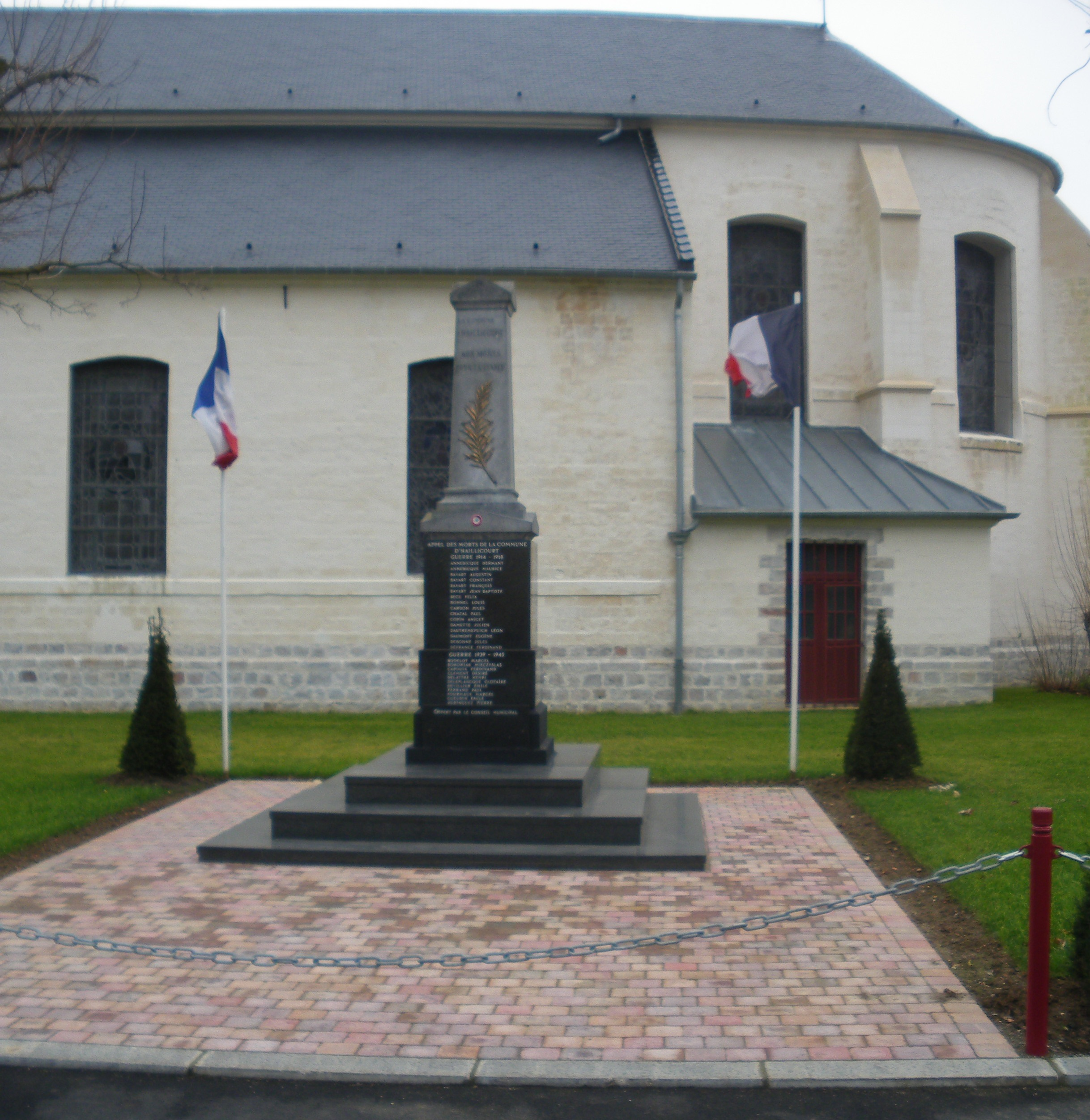
Le monument aux morts.
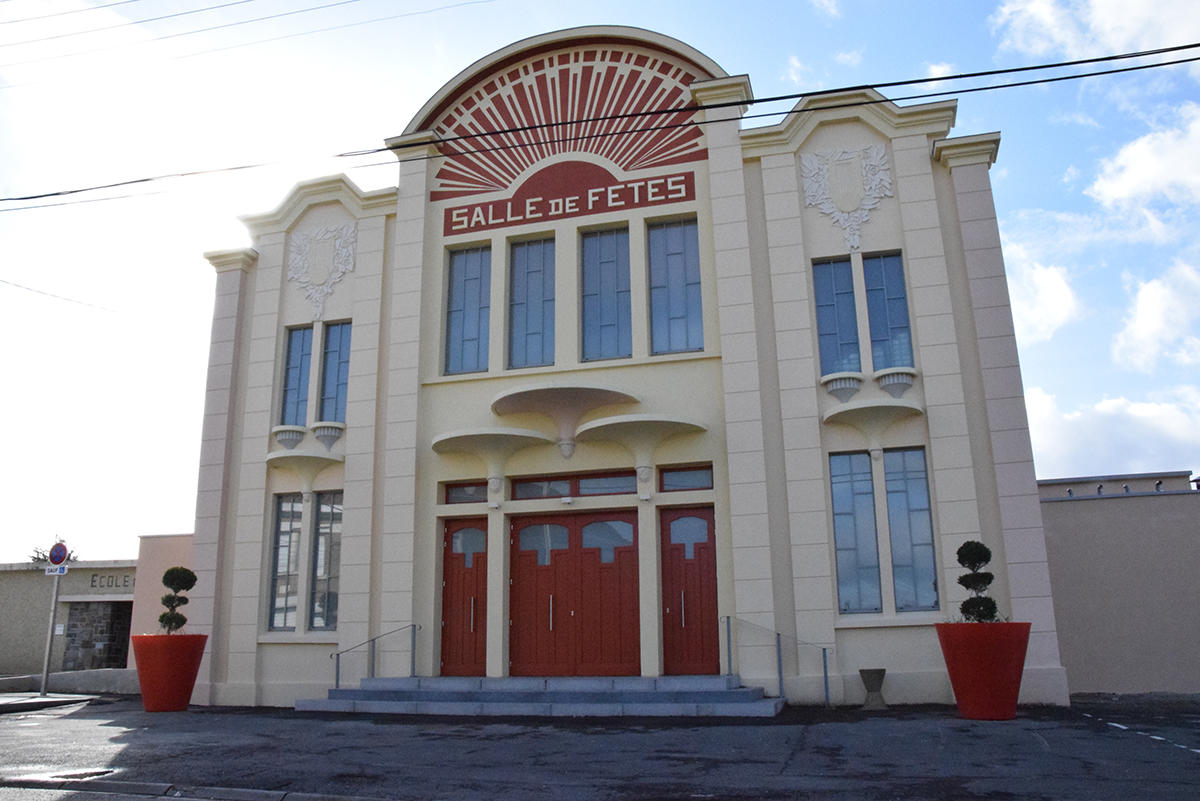
La salle des fêtes.
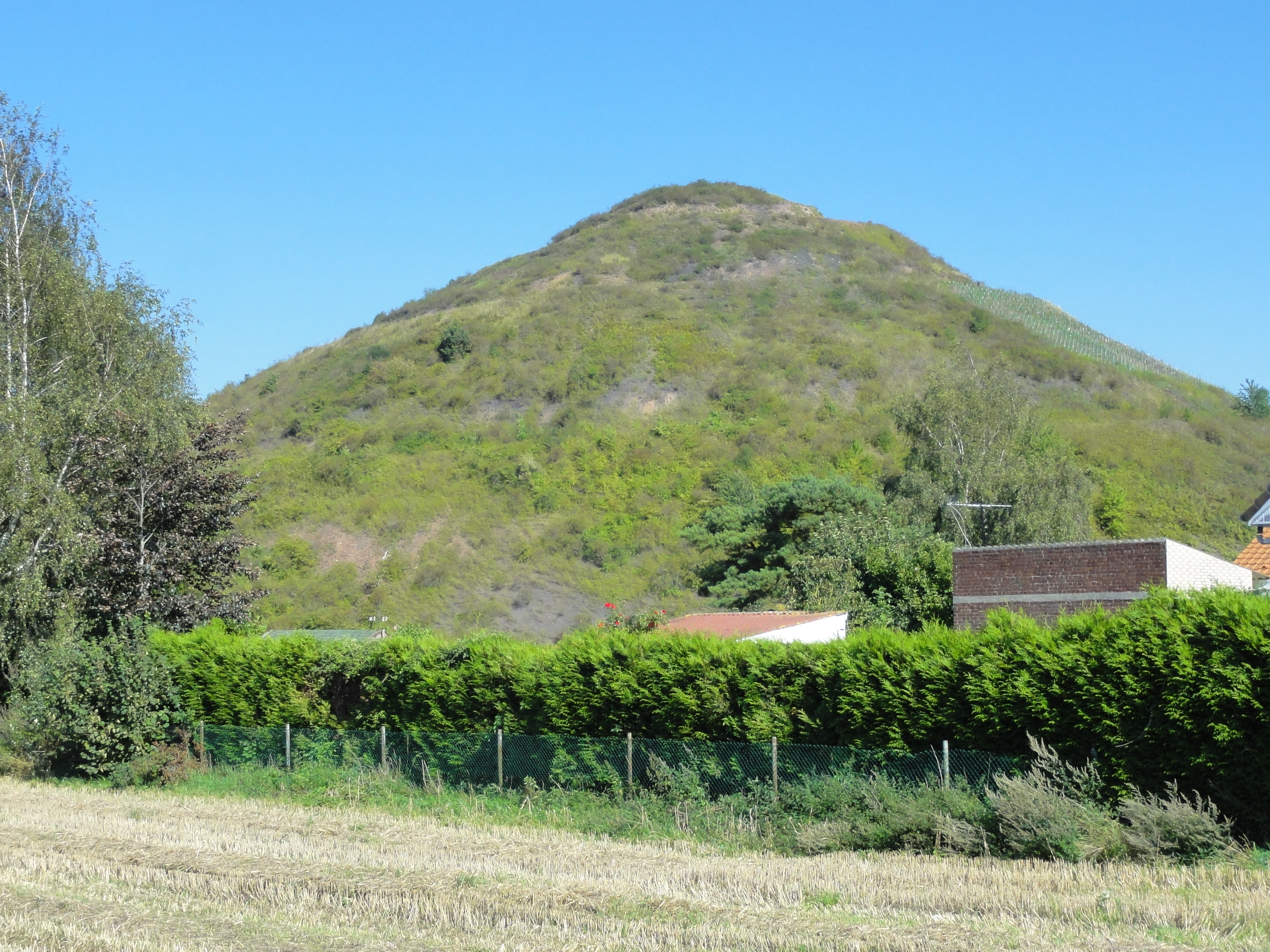
Le terril no 9.
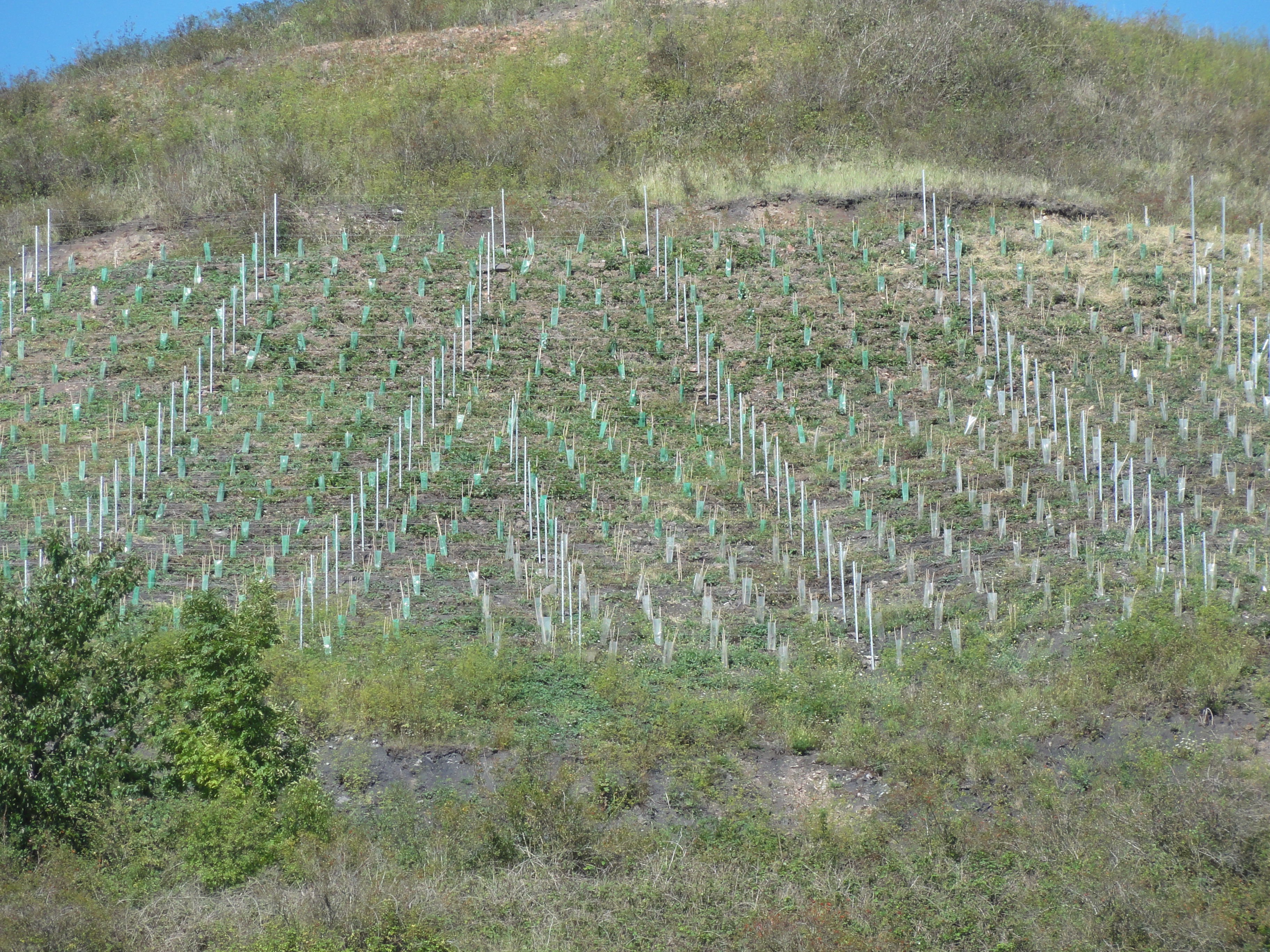
Les vignes du terril no 9.

### Personnalités liées à la commune
- Georges Boulogne, (1917-1999), entraîneur de football français. Sélectionneur de l'équipe de France de 1969 à 1973, né dans la commune.
- Jean-Claude Bauer (1953-), auteur de bandes dessinées, né dans la commune.
- Alexandre Rawecki (pl) (1934-2016), prêtre polonais, né dans la commune.

### Héraldique, logotype et devise
| Blason de Haillicourt | Blason  | De gueules à trois croisettes ancrées d'argent. |
| Blason de Haillicourt | Détails | Adopté par la municipalité le 2 juin 1988       |

## Pour approfondir

#### Bases de données, dictionnaires et encyclopédies
- Ressources relatives à la géographie :   - Insee (communes)
  - Ldh/EHESS/Cassini
- Ressource relative à plusieurs domaines :   - Annuaire du service public français
- Notices d'autorité :   - BnF (données)